# Troppi baci
Troppi baci (Too Many Kisses) è un film muto del 1925 diretto da Paul Sloane, qui al suo debutto nella regia. Fu l'esordio cinematografico anche per Harpo Marx (senza considerare il film perduto Humor Risk).
La sceneggiatura si basa su A Maker of Gestures di John Monk Saunders, un racconto pubblicato nell'aprile 1923 sulla rivista Cosmopolitan.

## Trama
Pieno di ragazze, Richard Gaylord è un ricco giovanotto che preferisce il piacere agli affari, al contrario di quello che, invece, vorrebbe suo padre. Per distoglierlo dagli intrighi amorosi, Gaylord senior decide così di spedire il figlio in Spagna, nei paesi baschi, perché è venuto a sapere che da quelle parti le ragazze non sposano appartenenti ad altre etnie. Naturalmente, appena arriva sul posto, Richard mette gli occhi su una ragazza, la bella Yvonne, che però è corteggiata anche da Julio, un capitano della Guardia Civil. Il geloso Julio prima sfida senza successo Richard, poi lo fa rapire e portare in montagna, mentre lui approfitta dell'assenza dell'americano per chiedere la mano di Yvonne. Richard, riuscito a fuggire ai suoi rapitori, gli rompe le uova nel paniere. I due rivali finiscono per battersi e Richard atterra l'avversario, suscitando l'approvazione di suo padre che è appena arrivato dagli Stati Uniti. Il vecchio Gaylord approva la scelta di Yvonne e benedice i due giovani, facendo entrare il figlio nella sua azienda.

## Produzione
Le riprese del film, prodotto dalla Famous Players-Lasky Corporation, furono terminate alla fine di gennaio 1925 negli studi Paramount di Astoria, a Long Island.

## Distribuzione
Il copyright del film, richiesto dalla Famous Players-Lasky Corp., fu registrato il 2 marzo 1925 con il numero LP21208.
Distribuito dalla Paramount Pictures e dalla Famous Players-Lasky Corporation, il film - presentato da Jesse L. Lasky e da Adolph Zukor - uscì nelle sale cinematografiche USA nell'11 gennaio 1925.